# إدي هيكي (لاعب كرة قاعدة)
إدي هيكي (بالإنجليزية: Eddie Hickey)‏ هو لاعب كرة قاعدة أمريكي، ولد في 18 أغسطس 1872 في كليفلاند في الولايات المتحدة، وتوفي في 25 مارس 1941 في تاكوما في الولايات المتحدة.

## وصلات خارجية
- إدي هيكي على موقعبيزبول رفرنس.كوم (الدوري الرئيسي) (الإنجليزية)
- إدي هيكي على موقعبيزبول رفرنس.كوم (الدوري الثانوي) (الإنجليزية)